# Tricyphona inconstans
Tricyphona (Tricyphona) inconstans là một loài ruồi trong họ Pediciidae. Chúng phân bố ở vùng sinh thái Nearctic.